# Fritz Hagmann
Fritz Hagmann (ur. 28 marca 1901, zm. 14 grudnia 1974 w Ticino) – szwajcarski zapaśnik walczący w stylu wolnym. Mistrz olimpijski z Paryża 1924 w kategorii 79 kg.
Na turnieju w Paryżu w 1924 wygrał z: Duńczykiem Robertem Christoffersenem, Finem Jussi Penttilą, Brytyjczykiem Noelem Rhysem i Belgiem Pierre Ollivierem.